# Huta-Ksaverivska, Narodîci
Huta-Ksaverivska (în ucraineană Гута-Ксаверівська) este un sat în comuna Rozsohivske din raionul Narodîci, regiunea Jîtomîr, Ucraina.

## Demografie
Componența lingvistică a localității Huta-Ksaverivska
     Ucraineană (100%)
Conform recensământului din 2001, toată populația localității Huta-Ksaverivska era vorbitoare de ucraineană (100%).